# Tempest 2000
Tempest 2000 est un jeu vidéo de Shoot 'em up sorti en 1994 sur Jaguar puis converti en 1996 sur Mac OS, DOS et Saturn. Il s'agit de la suite de Tempest, un jeu sorti en 1981 sur borne d'arcade.

## Système de jeu
Tempest 2000 est un tube shooter, un jeu de tir avec un terrain de jeu en 3D dans lequel les ennemis se déplacent du centre de l'image vers le premier plan.

## Équipe de développemement
- Programmation : Jeff Minter
- Art : Joby Wood
- SFX : Imagitec Design, Ted Tahquechi, Carrie Tahquechi
- Musique : Imagitec Design, Alastair Lindsay, Kevin Saville
- Producteur : John Skruch

## Distinctions
Tempest 2000 sur Atari Jaguar fait partie des 1001 jeux vidéo auxquels il faut avoir joué dans sa vie.